# Aigle romaine

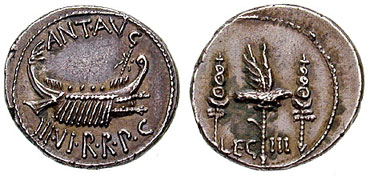
Denier de Marc Antoine du

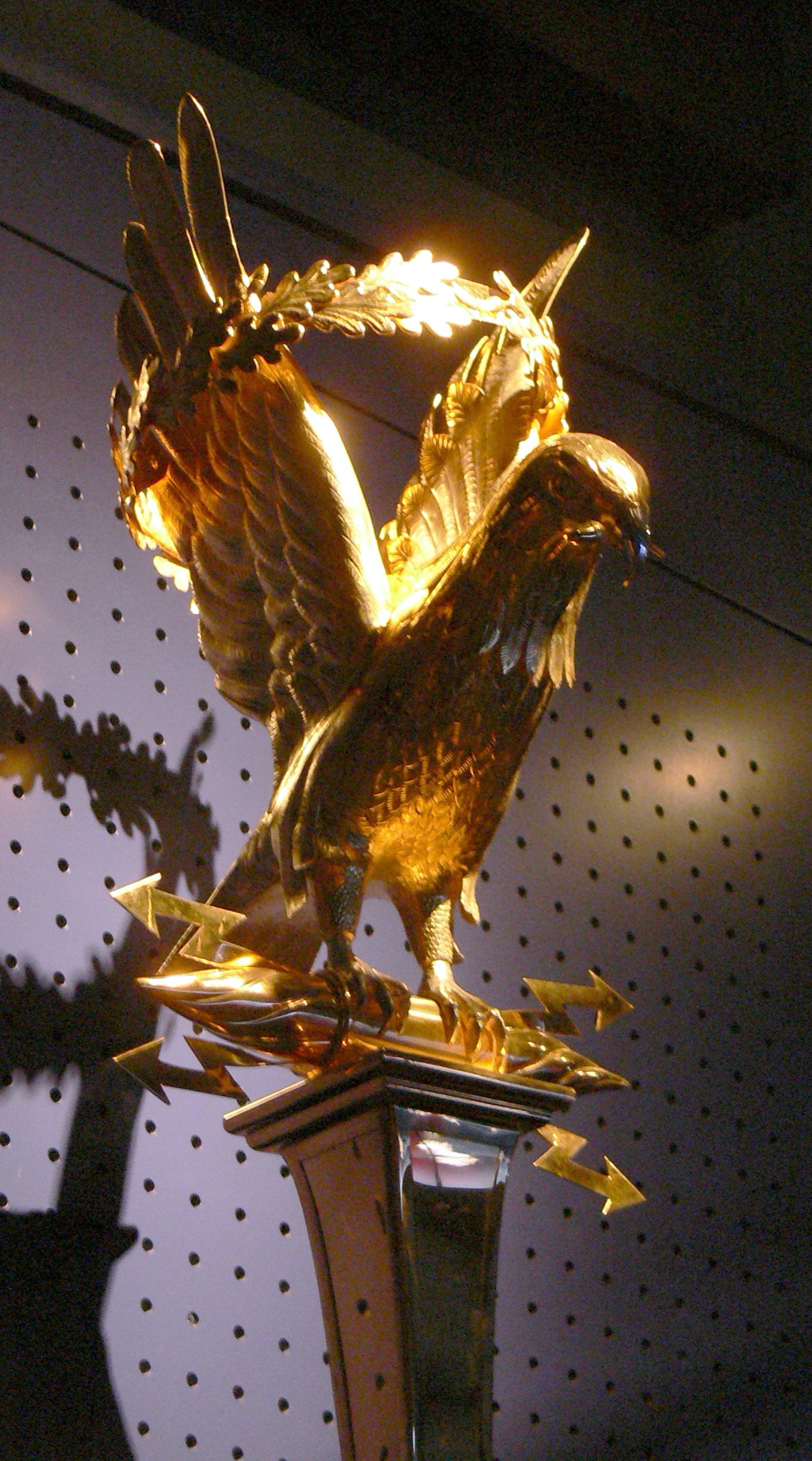
Réplique d'un emblème de légion, Museum Carnuntinum de Bad Deutsch-Altenburg.

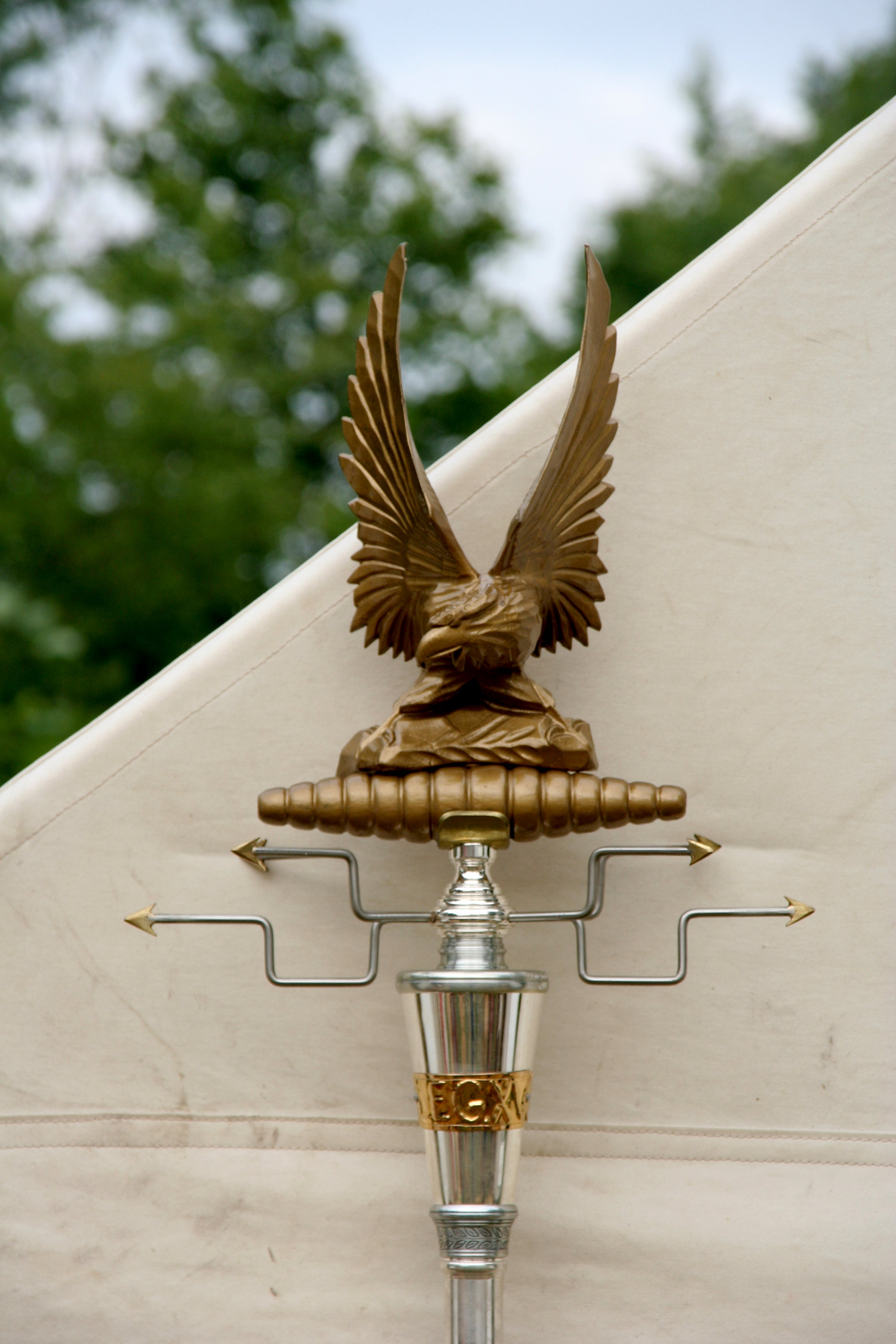
Reconstitution d'un emblème de légion.

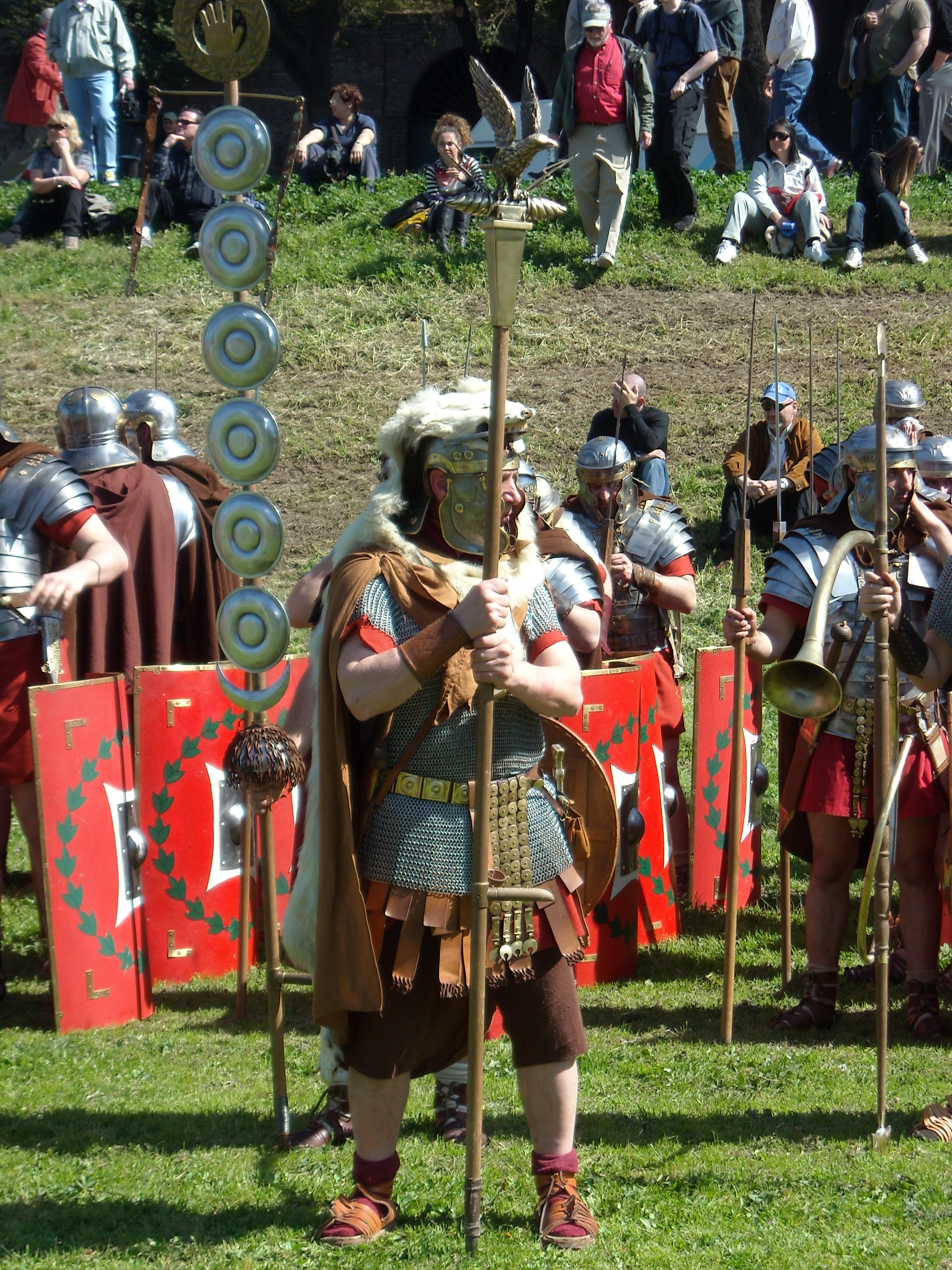
Reconstitution d'un aquilifer portant l'aigle.

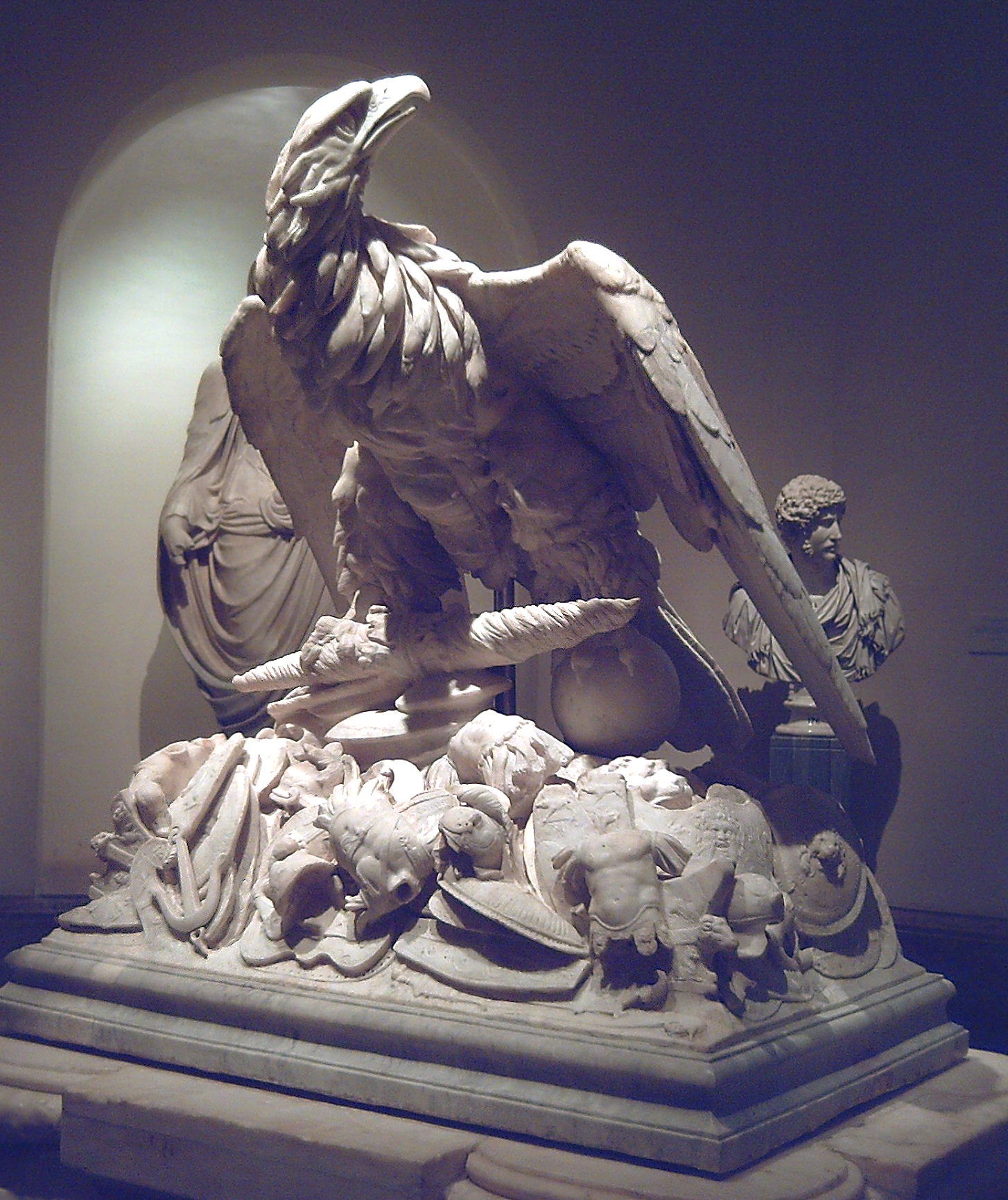
Aigle de l'autel funéraire du général Marcus Valerius Messalla Corvinus.

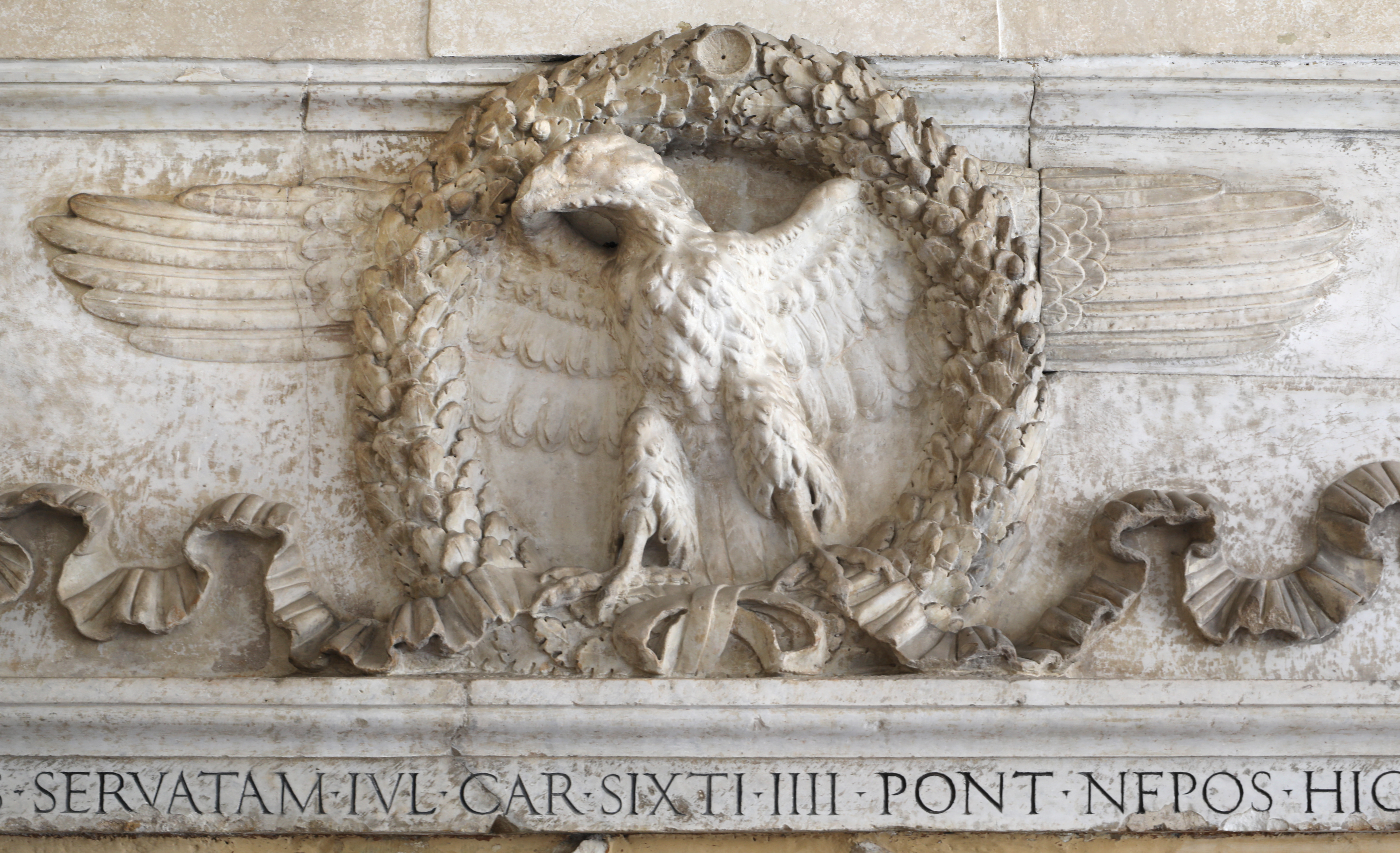
Aigle impériale romaine du IIe siècle après J.-C., provenant peut-être du Forum de Trajan, dans le portique extérieur de la basilique des Saints-Apôtres à Rome.

Pour les articles homonymes, voir Aquila.
L'aigle romaine, ou enseigne légionnaire, en latin aquila, est un emblème des légions romaines. Il représente l'aigle de Jove, Aëtos, car Jupiter était le "Père de l'État romain".
L'aigle est le plus important et le plus respecté des symboles de la légion et sa perte est ressentie comme un déshonneur. La récupération d'une aigle subtilisée est fêtée comme un grand événement. Si le général Germanicus mène une campagne en Germanie, c'est entre autres afin de reprendre les trois aigles prises à la bataille de Teutobourg ; de même, sur l'Auguste de Prima Porta est représentée la restitution d'une des aigles perdues par Crassus à la bataille de Carrhae.

## Histoire
Pline l'ancien, dans son Histoire Naturelle rappelle qu'avant la réforme marianique, les troupes romaines combattaient sous des enseignes représentant différents animaux : loup, ours, sanglier, aurochs… Marius a finalement imposé l'aigle, symbole de Jupiter, le principal dieu capitolin de Rome. Ces enseignes étaient l'objet d'une vénération religieuse. L'aigle jupitérien ne disparaîtra des emblèmes de la légion qu'avec l'avènement du christianisme. D'autres motifs s'imposeront alors : le chrisme tout d'abord, puis la croix, sur des étendards nommés labarum.
Dans la religion romaine, l'aigle favorise le présage, la connaissance de la puissance divine par la prise d'auspice, car il est messager de Jupiter. Dans les premières légions romaines, il est avec les loups, les minotaures, les chevaux et les verrats, l'une des cinq enseignes animales (signa) et symbolise la force, le succès et le pouvoir transmis par Jupiter. Plutarque rapporte que le général Caius Marius, alors qu'il était enfant, a attrapé un nid d'aigle dans sa toge, contenant sept aiglons, et que les devins ont alors prédit aux parents une grande destinée pour leur fils. Le rôle de l'aigle divin (prodigium) qui annonce les grands hommes (omen imperii) est rappelé par Suétone quand il raconte qu'un aigle est venu arracher un pain des mains du jeune Auguste, a pris son envol vers le ciel puis est revenu le lui rendre. Pline l'Ancien rapporte que Caius Marius, pendant son second consulat, probablement dans le cadre de sa réforme marianique entre 104 et 102  av. J.-C. décerna l'aigle à ses légions comme distinction honorifique, après qu'on avait commencé depuis quelques années à laisser les autres enseignes dans les garnisons. L'aigle devient ainsi un symbole d'honneur et un signe de distinction, destiné à aiguillonner les troupes de manière durable.

## Aspect
On ne connaît pas d'exemplaire conservé, leur fabrication n'est donc connue que par des représentations et des descriptions. Le manche de l'enseigne est monté sur une pointe en métal et comporte deux poignées afin de le planter en terre et de l'en retirer. Généralement, il n'y a pas d'ornements comme sur d'autres emblèmes munis de phalères. La devise S. P. Q. R., est généralement présente. La figure de l'aigle est fixée sur un piédestal au bout de la lance, elle est, sous l'Empire, en argent doré et, par la suite en or pur. Le rôle de l'aigle comme symbole de Jupiter est signifié par le foudre qu'il tient dans ses serres et, dans certains cas, par un gland dans le bec. Les ailes sont déployées vers le ciel, parfois aussi sur le côté, et peuvent porter une couronne de lauriers.
Sur le relief de Felsonius Verus, aquilifer de la Legio II Parthica, l'aigle est entouré par une cage, ce qui fait supposer à certains auteurs que cette légion possédait un aigle vivant comme emblème. Mais il pouvait aussi s'agir d'un dispositif pour protéger l'objet ou d'une châsse portative pour une aigle classique.

## Utilisation
L'aquila est confiée à la première cohorte, en particulier au primus pilus, le grade le plus élevé de centurion de la Légion. Elle est portée par l'aquilifer (littéralement : « porteur d'aigle »), le grade le plus élevé de porte étendard.
L'aquilifer porte un bouclier rond, le parma. Des stèles funéraires le montrent portant une lorica squamata et une peau de lion sur le casque. Le glaive est semblable à celui des centurions, et porté à gauche de la taille, contrairement aux autres légionnaires.
Contrairement aux enseignes des différentes centuries, l'aquila n'a probablement pas d'importance tactique comme point de repère pour les unités de combat. Elle ne quitte la garnison que si toute la légion se met en marche et la précède lors de la marche.
L'aquila remplit un rôle de légitimation et d’identification : ainsi, la période de service d'un légionnaire est nommée sub aquila (littéralement « sous l'aigle »), et le jour de création d'une légion est le dies natalis aquilae (« jour de naissance de l'aigle »). Protéger l'aigle au combat pouvait être une motivation supplémentaire pour les soldats romains. Selon César, lors de son débarquement en Bretagne en 55 av. J.-C., l'aquilifer de la Legio X Gemina sauta à terre le premier, incitant ses compagnons réticents à le suivre pour protéger l'aigle.

## Présent
Napoléon Bonaparte a récupéré l'Aigle comme symbole de sa maison et emblème du Grande Armée.
La Maison Bernadotte l'a également comme emblème.